# Calvin Roberts
Calvin Leon Roberts (Tarboro, 19 maggio 1955) è un cestista statunitense.